# Wilhelm Uhlenbruck
 Wilhelm Uhlenbruck (* 30. Oktober 1930 in Köln; † 29. Juni 2023) war ein deutscher Jurist und Hochschullehrer, darüber hinaus Autor von Schriften insbesondere zum Insolvenz- und Medizinrecht.

## Leben
Wilhelm Uhlenbruck war ein Sohn des Herzspezialisten Paul Uhlenbruck. Der Mediziner und Aphoristiker Gerhard Uhlenbruck war sein älterer Bruder. Nach dem Abitur absolvierte Uhlenbruck eine kaufmännische Lehre bei der Rheinbraun AG; anschließend studierte er Jura an der Universität München und der Universität zu Köln. Das Erste juristische Staatsexamen legte er 1958 in Köln ab. 1960 wurde er bei Hans Carl Nipperdey mit der Dissertation Der Krankenhausaufnahmevertrag in Köln promoviert. Nach dem Zweiten Staatsexamen 1963 in Düsseldorf wurde Uhlenbruck Richter. Er war zunächst am Landgericht Bonn und am Landgericht Aachen tätig, bevor er im Jahr 1966 an das Amtsgericht Köln wechselte. Seit Anfang der 1970er Jahre leitete er dort bis zu seinem Eintritt in den Ruhestand im Jahr 1995 die Konkursabteilung. Bekannt wurde er durch die Abwicklung der Herstatt-Bank, bei der er 1974 Vergleichsrichter war. Von 1968 bis 1997 war er Vorsitzender des Arbeitskreises Insolvenz- und Schiedsgerichtswesen e.V. Köln (heute "Arbeitskreis für Insolvenzwesen e.V."). Von 1978 bis 1985 war er Mitglied der Kommission für Insolvenzrecht, die im Auftrag des Bundesjustizministers die Insolvenzrechtsreform vorbereitete. 
1980 erhielt er einen Lehrauftrag an der Universität zu Köln, 1986 wurde er dort Honorarprofessor. Er war Mitherausgeber der Zeitschriften „Medizinrecht“ (MedR), „Konkurs-, Treuhand-, Schiedsgerichtswesen“ (KTS, heute "Zeitschrift für Insolvenzrecht") und „Neue Zeitschrift für das Recht der Insolvenz und Sanierung“ (NZI). Sein Kommentar zum Insolvenzrecht gilt als Standardwerk. Mit Adolf Laufs gab er 1992 das Handbuch des Arztrechts heraus. In Deutschland war er 1972 der erste Jurist, der sich mit Patientenverfügungen befasste, die er als „Patiententestament“ bezeichnete. Er trat zudem durch zahllose weitere Beiträge zum Insolvenz- und Medizinrecht hervor. Kollegen und Schüler aus Wissenschaft und Praxis würdigten ihn aus Anlass seines 70. Geburtstags im Jahr 2000 mit einer Festschrift.
Uhlenbruck war Träger des Verdienstkreuzes 1. Klasse und des Verdienstordens der Bundesrepublik Deutschland.
Uhlenbruck starb am 29. Juni 2023 im Alter von 92 Jahren und wurde am 2. August 2023 auf dem Kölner Zentralfriedhof Melaten beigesetzt.

## Uhlenbruck-Preis
Der Verband Insolvenzverwalter und Sachwalter Deutschlands, dessen Ehrenpräsident Uhlenbruck war, vergibt seit 2017 alle zwei Jahre den Uhlenbruck-Preis. Der mit 5 000 Euro dotierte Preis ehrt das Lebenswerk von Wilhelm Uhlenbruck durch die Prämierung herausragender wissenschaftlicher Dissertationen und Habilitationen, die sich mit der juristischen Diskussion des Insolvenzverfahrens, die durch Uhlenbruck stark geprägt wurde, befassen.

## Schriften
- Insolvenzrecht . Grundriss für Studium und Praxis.
- Das neue Insolvenzrecht. Insolvenzordnung und Einführungsgesetz nebst Materialien.  Herne, Berlin 1994 ISBN 3-927935-61-1
- Patiententestament, Betreuungsverfügung und Vorsorgevollmacht: zur Selbstbestimmung im Vorfeld des Todes. Dortmund 1996 ISBN 3-928366-22-X
- Die anwaltliche Beratung bei Konkurs-, Vergleichs- und Gesamtvollstreckungsantrag. Bonn 1996 ISBN 3-87389-126-3

## Herausgeberschaften
- mit Marie Luise Graf-Schlicker und Hanns Prütting:  Festschrift für Heinz Vallender. RWS Verlag, Köln 2015 ISBN 978-3-8145-8193-4